# Amour, Autocar et Boîtes de nuit
Pour plus de détails, voir Fiche technique et Distribution.
Amour, Autocar et Boîtes de nuit est un film français réalisé en 1958 par Walter Kapps, sorti en 1960.

## Fiche technique
- Titre : Amour, Autocar et Boîtes de nuit
- Autre titre : Paris, c'est l'amour
- Réalisation : Walter Kapps
- Scénario : Pierre Léaud
- Photographie : Quinto Albicocco
- Montage : Guy Michel-Ange
- Musique : Louiguy
- Production : Pécéfilms
- Pays d'origine :  France
- Format :  Noir et blanc - son mono
- Genre : Comédie
- Durée : 85 minutes
- Date de sortie : France, 17 août 1960

## Distribution
- Pierre Dudan - Juju
- Robert Berri - Riton
- Geneviève Kervine - Jacynthe
- Armand Mestral - Pierre
- Alain Bouvette - Nono
- Robert Dalban - Lucien
- Jean Gaven - Paul
- Danielle Godet - Georgette
- Roland Lesaffre - Albert
- Yves Massard - Daniel - un reporter
- Zappy Max - Hélios
- Jacqueline Pierreux - Jackie
- Arlette Poirier - Annette
- Colette Ripert - Christiane